# Canton de Saint-Clair-sur-l'Elle
Le canton de Saint-Clair-sur-l'Elle est une ancienne division administrative française, située dans le département de la Manche et la région Basse-Normandie.

## Économie
Canton rural, limitrophe du Calvados, sur le bassin de l'Elle, l'économie de l'ancien canton repose sur le tourisme, avec l'abbaye et la forêt de Cerisy, et l'élevage, autant bovin pour la production laitière, qu'équin avec une dizaine de haras. Il profite également de sa position sur les axes Saint-Lô - Bayeux et Saint-Lô - Isigny-sur-Mer, et de la gare de Lison aux 5 000 transits hebdomadaires.
À proximité des pôles d'emplois de Saint-Lô (11 km), Bayeux et Isigny, la population travaille de moins en moins sur le territoire de l'ancien canton tandis que services publics et commerces se raréfient.

## Représentation
De 1833 à 1848, les cantons de Saint-Clair et de Saint-Lô avaient le même conseiller général. Le nombre de conseillers généraux était limité à trente par département.

### Conseillers généraux de 1833 à 2015
| Période           | Période      | Identité                              | Étiquette   | Qualité |
| ----------------- | ------------ | ------------------------------------- | ----------- | --- |
| 1833              | 1848         | Pierre Louis Clément                  |             | Avocat, professeur de rhétorique, ancien membre de la Chambre des représentants en 1815, ancien maire de Saint-Lô (1818-1832) |
| 1848              | 1857         | Narcisse Vieillard                    |             | Officier, parlementaire, président du conseil général                                                                         |
| 1857              | 1864         | Michel Jacques François Achard        |             | Général, pair de France, député de la Moselle (1849), sénateur (1852)                                                         |
| 1864              | 1907 (décès) | Augustin-Noël Bernard                 | Républicain | Médecin, Saint-Clair-sur-l'Elle                                                                                               |
| 1908              | 1926 (décès) | Albert-César Sébire                   | Républicain | Notaire, Cerisy-la-Forêt |
| 1926              | 1940         | Edmond Lavieille                      | Rad.-RG     | Éleveur, maire de Saint-Jean-de-Savigny, conseiller d'arrondissement, nommé conseiller départemental en 1943                  |
|                   |              |                                       |             | |
| 1945              | 1947 (décès) | Edmond Lavieille                      | DVD         | Éleveur, maire de Saint-Jean-de-Savigny                                                                                       |
| 28 septembre 1947 | 1982         | Gustave Le Provost de la Moissonnière | RPF-DVD     | Propriétaire-exploitant, maire de Saint-Jean-de-Savigny                                                                       |
| 1982              | 1988         | André David                           | DVD         | Ingénieur, maire de Villiers-Fossard                                                                                          |
| 1988              | 1994         | Jean Letourneur                       | DVD         | Notaire, maire de Saint-Clair-sur-l'Elle                                                                                      |
| 1994              | 2008         | Denis Lesage                          | DVD         | Cadre commercial, maire adjoint de Moon-sur-Elle                                                                              |
| 2008              | 2015         | Jean-Claude Braud                     | SE          | Directeur de société, conseiller municipal de Saint-Pierre-de-Semilly                                                         |

### Élections
En mars 2001, le candidat sortant divers droite et conseiller général sortant Denis Lesage, a recueilli 59 % des voix. En 2008, il est battu par le sans étiquette Jean-Claude Braud, qui obtient 57,57 % des suffrages.

### Circonscription législative
Le canton participe à l'élection du député de la première circonscription de la Manche, avant et après le redécoupage des circonscriptions pour 2012.

### Conseillers d'arrondissement (de 1833 à 1940)
| Période                                  | Période | Identité                              | Étiquette       | Qualité |
| ---------------------------------------- | ------- | ------------------------------------- | --------------- | --- |
| 1833                                     | 1836    | François Le Bœuf                      |                 | Maire de Couvains                                                                                           |
| 1836                                     | 1848    | Pierre Édouard Le Campion (1801-1857) |                 | Substitut du Procureur du Roi à Saint-Lô                                                                    |
|                                          |         |                                       |                 | |
| 1871                                     |         | Hervé Deshameaux                      |                 | Maire de Cerisy-la-Forêt                                                                                    |
|                                          |         |                                       |                 | |
| 1913                                     | 1926    | Edmond Lavieille                      |                 | Éleveur, maire de Saint-Jean-de-Savigny                                                                     |
| ?                                        | 1940    | Eugène Godin                          | Union nationale | Propriétaire, maire de Cerisy-la-Forêt (1936-1945)                                                          |
| 1940                                     |         |                                       |                 | Les conseils d'arrondissement ont été suspendus par la loi du 12 octobre 1940 et n'ont jamais été réactivés |
| Les données manquantes sont à compléter. |         |                                       |                 | |

## Composition

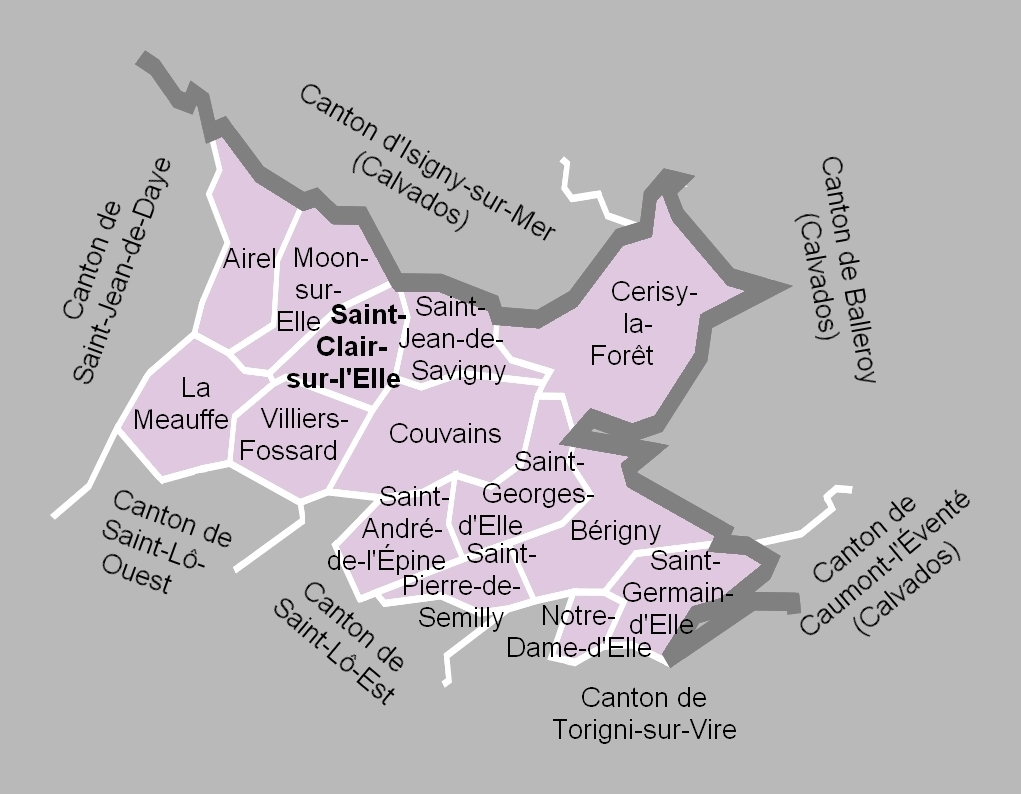
La carte des communes du canton. Les cantons limitrophes étaient ceux de Saint-Jean-de-Daye, d'Isigny-sur-Mer, de Balleroy, de Caumont-l'Éventé, de Torigni-sur-Vire, de Saint-Lô-Est et de Saint-Lô-Ouest.

Le canton de Saint-Clair-sur-l'Elle regroupait quatorze communes et comptait 7 942 habitants en 2012 (population municipale).
- Airel ;
- Bérigny ;
- Cerisy-la-Forêt ;
- Couvains ;
- La Meauffe ;
- Moon-sur-Elle ;
- Notre-Dame-d'Elle ;
- Saint-André-de-l'Épine ;
- Saint-Clair-sur-l'Elle ;
- Saint-Georges-d'Elle ;
- Saint-Germain-d'Elle ;
- Saint-Jean-de-Savigny ;
- Saint-Pierre-de-Semilly ;
- Villiers-Fossard.

À la suite du redécoupage des cantons pour 2015, toutes les communes sont rattachées au canton de Pont-Hébert.

### Anciennes communes
Les anciennes communes suivantes étaient incluses dans le canton de Saint-Clair-sur-l'Elle :
- Clouay, absorbée en 1812 par Saint-Jean-de-Savigny.
- Saint-Quentin-d'Elle, absorbée en 1812 par Bérigny.

Les communes de Notre-Dame-d'Elle et Saint-Germain-d'Elle avait fusionné et formé la commune d'Elle de 1837 à 1848 avant de reprendre chacune leur indépendance.

## Démographie
| 1962  | 1968  | 1975  | 1982  | 1990  | 1999  | 2006  | 2011  | 2012  |
| ----- | ----- | ----- | ----- | ----- | ----- | ----- | ----- | ----- |
| 6 810 | 6 480 | 6 242 | 6 908 | 7 053 | 7 060 | 7 375 | 7 853 | 7 942 |

## Sources
- « Saint-Clair-sur-Elle : entre culture et agriculture », Ouest-France, 22 janvier 2008
- Roger Brunet, « Saint-Clair-sur-l'Elle », le Trésor des régions